# 칭크

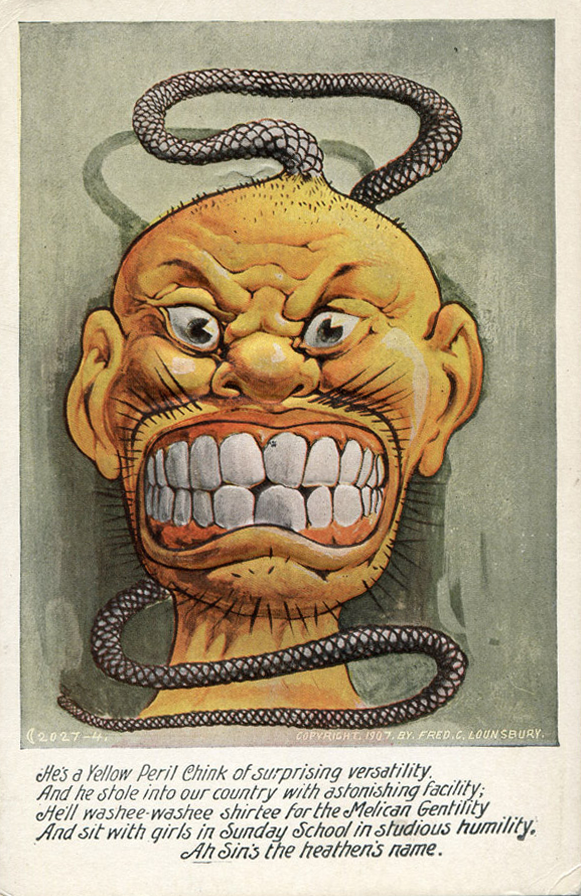
1907년에 황화론의 위험성을 홍보하기 위하여 제작한 프레드 C. 룬스버리의 인종 차별 엽서

칭크(영어: Chink)는 중국인을 나타내는 영어의 모멸어이다. 이 언어는 미국의 백인과 흑인이 중국계 이민자를 부르는 것에서 기원한다. 전세계적으로 중국인의 비하용어로 알려져 있다. 최근 추가적으로 chinky라는 용어도 있으며 미국에서는 시끄러운 중국말을 하는 중국인에게 주로 쓰이나 미국에 중국인 인구가 많기 때문에 동아시아인들 전부에게 쓰는 경우도 있다.

## 어원
어원에는 여러 가지 설이 있다.
- 중국의 존칭의 말 "ching-ching"[1]
- "China"[2] 또는 "Chinese"[3]
- 청나라의 "Qing"[4]
- "chink"가 원래 "좁은 균열"을 의미하는 것으로, 중국인의 눈 ("chinke-eyed")[5]

칭크의 첫 번째 용례는 1878년이다.

## 같이 보기
- 앙 모
- 칭챙총
- 쿨리 (노동자)
- 고크
- 지나